# Hermonville Military Cemetery
Hermonville Military Cemetery is een Britse militaire begraafplaats met gesneuvelden uit de Eerste Wereldoorlog, gelegen in de Franse plaats Hermonville in het departement Marne. De begraafplaats werd ontworpen door Arthur Hutton en ligt 630 m ten noorden van het centrum (Place de la Mairie). Ze heeft een langwerpige vorm met aan de noordelijke zijde een kleine rechthoekige uitstulping en is aan drie zijden omgeven door een natuurstenen muur (niet aan straatzijde). Het terrein heeft een oppervlakte van 1.183 m². Recht tegenover de toegang staat een klein schuilhuisje waarin het register is ondergebracht. Aan de oostelijke zijde staat het Cross of Sacrifice op een iets hoger plateau. De begraafplaats wordt onderhouden door de Commonwealth War Graves Commission.
Er worden 244 Britten herdacht waaronder 138 niet geïdentificeerde.

## Geschiedenis
Oorspronkelijk bevatte de begraafplaats 407 Franse en 99 Duitse graven, maar deze werden later naar andere plaatsen overgebracht. De meeste graven zijn van soldaten uit de 21st Division, die in mei en juni 1918 sneuvelden en hier na de wapenstilstand herbegraven werden.
In perk III, rij AA liggen 5 leden van de Royal Engineers die op 27 mei 1918 sneuvelden en in het Duitse deel van de begraafplaats werden begraven, maar van wie men de graven later niet meer terugvond. Zij worden herdacht met Special Memorials. Voor 6 andere Britten werden eveneens Special Memorials opgericht omdat hun graven niet meer gelokaliseerd konden worden en men aanneemt dat ze zich onder de naamloze graven bevinden.

## Graven

### Onderscheiden militairen
- C.S. Herbert, kapitein bij de Durham Light Infantry werd onderscheiden met het Military Cross (MC).
- sergeant Andrew Gilbert Robson en soldaat B. Wetherell, beiden van de Durham Light Infantry en pionier James William Peters van de Royal Engineers ontvingen de Military Medal (MM).

### Gefusilleerde militair
- Frank O’Neill, soldaat bij het Sherwood Foresters (Notts and Derby Regiment), werd wegens desertie gefusilleerd op 16 mei 1918.[2]